# Буренино (Уренский район)
Буренино — деревня в составе Темтовского сельсовета в Уренском районе Нижегородской области.

## География
Находится на расстоянии менее 5 километров по прямой на север-северо-восток от районного центра города Урень.

## История
Известна с 1723 года. Деревня до 1768 года относилась к главной дворцовой канцелярии, потом Придворной конторы, с 1797 крестьяне стали удельными. Население относилось к старообрядцам спасова согласия и секты «немолей». В 1870 году было учтено 69 хозяйств и 367 жителей, в 1916 121 и 536. В советское время работал колхозы им. Крупской и «Прожектор». В 1978 году 69 хозяйств и 170 жителей, в 1994 55 хозяйств и 132 жителя.

## Население
Постоянное население составляло 78 человек (русские 85 %) в 2002 году, 45 — в 2010.